# Carex decaulescens
Carex decaulescens är en halvgräsart som beskrevs av V.I. Kreczetowicz. Carex decaulescens ingår i släktet starrar, och familjen halvgräs.

## Underarter
Arten delas in i följande underarter:
- C. d. alsia
- C. d. brunneola
- C. d. decaulescens